# Abborrtjärnen (Odensvi socken, Västmanland)
Abborrtjärnen är en sjö i Köpings kommun i Västmanland och ingår i Norrströms huvudavrinningsområde.